# Unbitrio
Unbitrio es el nombre temporal de un elemento químico hipotético de la tabla periódica que tiene el símbolo temporal Ubt y el número atómico 123. Los cálculos han mostrado que 326Ubt sería el isótopo más estable. Este elemento del 8º período de la tabla periódica pertenecería a la serie de los superactínidos, y formaría parte de los elementos del bloque g.

## Nombre
El nombre unbitrio es un nombre sistemático de elemento, que se emplea como marcador de posición hasta que se confirme su existencia por otro grupo de investigación y la IUPAC decida su nombre definitivo. Habitualmente, se elige el nombre propuesto por el descubridor.

## Estabilidad de los nucleidos de este tamaño
Ningún superactínido ha sido nunca observado, y se ignora si la existencia de un átomo tan pesado es físicamente posible.
El modelo de capas del núcleo atómico prevé la existencia de números mágicos por tipo de nucleones en razón de la estratificación de los neutrones y de los protones en niveles de energía cuánticos en el núcleo según postula este modelo, de modo similar a lo que ocurre con los electrones al nivel del átomo ; uno de estos números mágicos es 126, observado para los neutrones pero no todavía para los protones, mientras que el número mágico siguiente, 184, no ha sido nunca observado : se espera que los nucleídos que tengan alrededor de 126 protones (unbihexio) y de 184 neutrones sean sensiblemente más estables que los nucleídos vecinos, por lo que quizás tengan períodos radiactivos de más de un segundo, lo que constituiría un « islote de estabilidad ».
La dificultad estriba en que, para los átomos superpesados, la determinación de los números mágicos parece más delicado que para los átomos ligeros, de manera que, según los modelos, el número mágico siguiente se debería buscar para valores de Z (número atómico) entre 114 y 126.
El unbitrio forma parte de los elementos que sería posible producir, con las técnicas actuales, en el islote de estabilidad; la estabilidad particular de esos isótopos sería debido a un efecto cuántico de acoplamiento de los mesones ω, uno de los nuevos mesones llamados « sin sabor ».